# Seznam druhů rodu javor
Seznam druhů rodu javor (Acer)
- Acer acuminatolobum
- Acer amplum – javor úhledný
- Acer argutum – javor význačný
- Acer barbatum – javor vousatý
- Acer barbinerve – javor vousonervý
- Acer buergerianum – javor Bürgerův
- Acer caesium – javor modrošedý
- Acer calcaratum
- Acer campbellii
- Acer campestre – javor babyka
- Acer capillipes – javor vlasonohý
- Acer cappadocicum – javor kapadocký
- Acer carpinifolium – javor habrolistý
- Acer catalpyfolium – javor katalpolistý
- Acer caudatum – javor ocasatý
- Acer circinatum – javor žumenolistý nebo javor okrouhlolistý[1]
- Acer cissifolium – javor žumenolistý
- Acer coriaceifolium – javor kožovitý
- Acer crataegifolium – javor hloholistý
- Acer davidii – javor Davidův
- Acer diabolicum – javor střechovitý
- Acer discolor – javor pestrý
- Acer distylum
- Acer elegantulum
- Acer fabri
- Acer flabellatum – javor vějířovitý
- Acer forrestii – javor Forrestův
- Acer ginnala – javor amurský
- Acer giraldii – javor Giraldův
- Acer glabrum – javor lysý
- Acer granatense
- Acer grandidentatum
- Acer griseum – javor šedý
- Acer grosseri – javor hrubý
- Acer heldreichii – javor Heldreichův
- Acer henryi – javor Henryův
- Acer hersii (Acer grosseri var. hersii)
- Acer hyrcanum – javor kaspický
- Acer japonicum – javor japonský
- Acer laevigatum
- Acer laurinum
- Acer laxiflorum
- Acer leucoderme
- Acer lobelii – javor Lobelův
- Acer longipes
- Acer macrophyllum
- Acer mandshuricum – javor mandžuský
- Acer maximowiczii – javor Maximowičův
- Acer micranthum – javor malokvětý
- Acer miyabei – javor Myiabeův
- Acer mono
- Acer monspessulanum – javor francouzský
- Acer negundo – javor jasanolistý
- Acer nigrum
- Acer nikoense – javor nikkoský
- Acer oblongum
- Acer obtusifolium
- Acer oliverianum – javor Oliverův
- Acer opalus – javor kalinolistý
- Acer palmatum – javor dlanitolistý
- Acer paxii
- Acer pectinatum
- Acer pensylvanicum – javor pensylvánský
- Acer pentaphyllum
- Acer platanoides – javor mléč
- Acer pseudoplatanus – javor horský nebo javor klen
- Acer pseudosieboldianum – javor pseudosieboldův
- Acer pycnanthum – javor hustokvětý
- Acer robustum – javor mohutný
- Acer rotundilobum – javor okrouhlolaločnatý
- Acer rubescens
- Acer rubrum – javor červený
- Acer rufinerve – javor rezavožilný
- Acer saccharinum – javor stříbrný
- Acer saccharum – javor cukrový
- Acer sempervirens – javor krétský
- Acer shirasawanum
- Acer sieboldianum – javor Sieboldův
- Acer sikkimense
- Acer sinense
- Acer skutchii
- Acer spicatum – javor klasnatý
- Acer stachyophyllum (Acer tetramerum)
- Acer sterculiaceum (Acer villosum)
- Acer syriacum (Acer obtusifolium)
- Acer tataricum – javor tatarský
- Acer tegmentosum – javor střechovitý
- Acer tonkinense
- Acer trautvetteri – javor Trautvetterův
- Acer triflorum – javor tříkvětý
- Acer truncatum – javor uťatý
- Acer tschonoski (A. komarovii) – javor Tschonoskův
- Acer tsinglingensis
- Acer turkestanicum
- Acer ukurunduense
- Acer velutinum – javor sametový
- Acer wilsonii – javor Wilsonův
- Acer yangbiense
- Acer zoeschense